# Oxytocine
Oxytocine is een neuropeptide dat als hormoon en neurotransmitter fungeert. Het lijkt een belangrijke rol te spelen bij het verbinden van sociale contacten met gevoelens van plezier. Het speelt een centrale rol bij ouderbinding, vriendschappen en romantische interacties, evenals bij seksualiteit. Ook bij het verrichten van zorgtaken wordt er meer oxytocine aangemaakt. Omdat oxytocine ook een belangrijke rol speelt bij de hechting van opvoeder en kind, wordt het ook wel het knuffelhormoon genoemd. Waar oxytocine binnen de eigen groep (ingroup) altruïsme en binding versterkt, kan het richting andere groepen (outgroup) agressief gedrag in de hand werken, vooral als deze groepen als bedreigend worden ervaren.
Oxytocine is net als ADH een cyclisch oligopeptide geproduceerd in de hypothalamus. Het wordt vervolgens getransporteerd naar en opgeslagen in herringlichaampjes bij axon-uiteinden in de neurohypofyse en kan hier worden afgegeven. Oxytocine heeft een aantal functies, waaronder contractie van glad spierweefsel (bijvoorbeeld de baarmoeder), en het regelen van de toeschietreflex bij borstvoeding.

## Geschiedenis
Oxytocine is ontdekt in 1909, toen de Britse farmacoloog Henry Dale ontdekte dat een uit menselijke hersenen afkomstige substantie contracties kon veroorzaken bij zwangere katten. Hij noemde deze stof naar het Griekse woord (ὠκυτοκία/ὀξυτοκία; ōkutokía/oxutokía) voor "snelle geboorte" en decennialang was het enkel bekend als zwangerschapshormoon vanwege de rol in de bevalling en bij het op gang brengen van de borstvoeding.
In de zeventiger jaren van de twintigste eeuw werd het duidelijk dat oxytocine meer dan alleen een hormoon is, het is ook een neurotransmitter. Het wordt tijdens sociale interactie en seksuele activiteit vrijgemaakt uit de hypothalamus (in de magnocellulaire neurosecretoire cellen van de nuclei supraopticus en paraventricularis) en beïnvloed het emotionele centrum van de hersenen, het limbische systeem. Deze ontdekking was het begin van een golf van onderzoek over de rol van oxytocine in het lichaam.

## Functies
Oxytocine wordt door iedereen aangemaakt bij positief onderling contact, zoals bij aankijken, aanraken, knuffelen en seks. Het zorgt voor een verhoogd gevoel van vertrouwen, veiligheid en verbondenheid. Oxytocine bepaalt sterk de mate van binding die een ouder met zijn of haar baby voelt. Immers, na de eerste bevalling verandert de hormoonhuishouding van de moeder structureel: vrouwen zijn sneller ongerust als er iets met kinderen gebeurt of gevoeliger voor babygehuil.

### Seks en bevruchting
Seksuele opwinding verhoogt de oxytocinespiegel. Bij een vrouwelijk orgasme komen grote hoeveelheden oxytocine vrij en wel meer naarmate het orgasme als beter wordt ervaren. De vrijkomende oxytocine speelt een belangrijke rol bij het faciliteren van het transport van spermacellen door de vagina, met het doel de conceptie te bevorderen. Sperma bevat zelf ook oxytocine.

### Bevalling
Oxytocine speelt een rol bij de bevalling. Het veroorzaakt de contracties van het glad spierweefsel van de baarmoeder tijdens barensweeën ten gevolge van het oprekken van de cervix (= Ferguson-reflex). 

### Lactatie
Na de bevalling zorgt oxytocine voor het samentrekken van de spiertjes rondom de melkproducerende cellen, waardoor er een toeschietreflex plaatsvindt en de melk beschikbaar is voor de baby. Het zorgt dus voor het lossen van de melk (het op gang brengen van de borstvoeding (lactatie)), niet voor het aanmaken van de melk. Bovendien bevordert oxytocine het gevoel van verzadiging bij het eten.
Tegelijkertijd zorgt oxytocine er ook voor dat mensen zich agressiever gedragen ten opzichte van mensen uit een concurrerende groep.

### Hersenontwikkeling
Bij baby's speelt oxytocine een belangrijke rol in de hersenontwikkeling, het helpt bij het associëren van sociale interactie met gevoelens van kalmte en plezier. Kinderen die in een vroege levensfase individuele aandacht ontberen, zoals in een weeshuis soms het geval is, kunnen symptomen ontwikkelen die sterk lijken op die van autisme.

### Weerbaarheid
Bij hogere niveaus is er sprake van een hogere weerbaarheid tegen stress en verslaving en komt het lichaam sneller tot rust. Angst wordt makkelijker onderdrukt.

### Autisme
Bij mensen met autisme wordt een lagere hoeveelheid oxytocine aangetroffen, wat suggereert dat dit hormoon het onderkennen en begrijpen van sociale codes bevordert. Behandeling met oxytocine blijkt autistische personen inderdaad socialer te maken ten opzichte van autistische personen die met een placebo werden behandeld. Afwijkingen in het gen dat codeert voor de oxytocinereceptor zijn in verband gebracht met een verhoogd risico op autisme.

### Remming van oxytocine
Selectieve serotonine-heropnameremmers (SSRI's, antidepressiva die de beschikbaarheid van serotonine verhogen) remmen het vrijkomen van oxytocine. Gelijktijdige toediening van oxytocine en deze antidepressiva kan het libidoverlagende effect van serotonine-heropnameremmers mogelijk tegengaan.

## Werkingsmechanisme
Het achterliggende werkingsmechanisme is waarschijnlijk dat oxytocine stress vermindert door beïnvloeding van de prolactine en ACTH-niveaus.
Oxytocine remt de activiteit in het rechterdeel van de amygdala, een deel van de hersenen dat betrokken is bij emotionele reacties. Geconfronteerd met angstige en boze gezichten veroorzaakt oxytocine een zwakkere amygdala-reactie, wat een positieve sociale interactie ten goede komt.

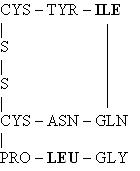
CYS =cysteïne
TYR = tyrosine
ILE = isoleucine
ASN = asparagine
GLN = glutamine
PRO = proline
LEU = leucine
GLY = glycine